# Pavel Řehák (fotbalista)
Pavel Řehák (* 7. října 1963 Praha) je český fotbalový trenér a bývalý fotbalista, záložník a útočník. Po skončení aktivní kariéry působí jako fotbalový trenér. Jeho kariéra je významně spjata s fotbalovým klubem SK Slavia Praha, kde působil jako hráč a následně i jako trenér. Od roku 2007 zde zastával pozici asistenta trenéra Karla Jarolíma, s nímž získal dva mistrovské tituly a postoupil do Ligy mistrů. Poté, co mimo jiné několik let trénoval slávistickou juniorku, je od jara 2018 opět asistentem trenéra A týmu SK Slavia Praha. Jeho syn Josef Řehák je fotbalový brankář, odchovanec SK Slavia Praha.

## Fotbalová kariéra
V české lize hrál za Slavii Praha a Petru Drnovice, v Japonsku za JEF United Ichihara, Consadole Sapporo a Jokohama FC. V Poháru vítězů pohárů nastoupil ve 3 utkáních. V české nejvyšší soutěží nastoupil ve 186 utkáních a dal 40 gólů. Momentálně[kdy?] hraje 4. třídu za Pikovice.

## Ligová bilance
| Ročník                                   | Zápasy | Góly | Klub                |
| ---------------------------------------- | ------ | ---- | ------------------- |
| 1. československá fotbalová liga 1984/85 | 13     | 1    | Slavia Praha        |
| 1. československá fotbalová liga 1985/86 | 18     | 3    | Slavia Praha        |
| 1. československá fotbalová liga 1986/87 | 25     | 7    | Slavia Praha        |
| 1. československá fotbalová liga 1987/88 | 26     | 4    | Slavia Praha        |
| 1. československá fotbalová liga 1988/89 | 25     | 13   | Slavia Praha        |
| 1. československá fotbalová liga 1989/90 | 20     | 2    | Slavia Praha        |
| 1. československá fotbalová liga 1990/91 | 24     | 7    | Slavia Praha        |
| Japan Soccer League 1991/92              | –      | –    | Furukawa Electric   |
| J. League 1993                           | –      | –    | JEF United Ichihara |
| J. League 1994                           | –      | –    | JEF United Ichihara |
| J. League 1995                           | –      | –    | Consadole Sapporo   |
| J. League 1996                           | 16     | 5    | Consadole Sapporo   |
| 1. česká fotbalová liga 1996/97          | 14     | 3    | SK Slavia Praha     |
| Gambrinus liga 1997/98                   | 10     | 0    | SK Slavia Praha     |
| Gambrinus liga 1998/99                   | 11     | 0    | FC Petra Drnovice   |
| J. League 1999                           | 16     | 5    | Jokohama FC         |
| CELKEM                                   | –      | –    |                     |

## Trenérská kariéra
Jako hlavní trenér vedl japonský klub Vissel Kóbe (2005), tým převzal po Ivanu Haškovi, kterému předtím dělal asistenta. Od ledna 2007 byl Pavel Řehák asistentem trenéra Karla Jarolíma u A-týmu, byl u historického postupu do Ligy mistrů, získal dva mistrovské tituly. Od června 2010 vedl jako hlavní trenér slávistické béčko. V roce 2011 odešel Karlu Jarolímovi dělat asistenta do saúdskoarabského Al Ahli.
Po návratu do Čech v roce 2013 se vrátil k juniorce Slavie Praha, kde působil až do roku 2018, odkud si jej jako asistenta A týmu SK Slavia Praha vybral tehdy nový trenér, Jindřich Trpišovský.

## Kontroverze
Řehák je známý nenávistí proti rivalskému klubu AC Sparta Praha, podle vlastních slov si u jeho letenského stadionu vždy odplivne. V listopadu 2021 Řeháka hráč FC Viktoria Plzeň Jhon Mosquera obvinil z rasistických výroků na jeho adresu, Řehák takový výrok popřel. Konfliktem se zabývala disciplinární komise Ligové fotbalové asociace, u které se nařčení z rasismu nepotvrdila. Za urážky Řehákovi uložila trest na dvě soutěžní utkání a pokutu 40 tisíc Kč.